# Misael Rodríguez
Misael Rodríguez, född den 7 april 1994 i Ciénega de Ceniceros i Chihuahua, är en mexikansk boxare.
Han tog OS-brons i mellanvikt i samband med de olympiska boxningstävlingarna 2016 i Rio de Janeiro..